# Schizonycha quaesita
Schizonycha quaesita är en skalbaggsart som beskrevs av Louis Albert Péringuey 1904. Schizonycha quaesita ingår i släktet Schizonycha och familjen Melolonthidae. Inga underarter finns listade i Catalogue of Life.